# Josef Julius David
Josef Julius David (2. března 1871, Miletín – 2. dubna 1941, Plzeň) byl český středoškolský profesor, překladatel klasické anglické literatury a autor učebnic anglického jazyka.

## Život
Narodil se jako syn tkalcovského mistra a miletínského měšťana. Obecnou školu vychodil v rodišti a měšťanskou v Hořicích. Roku 1886 začal studovat na učitelském ústavu v Hradci Králové, kde roku 1890 maturoval. Po maturitě působil jako učitel a profesor na obecných a měšťanských školách, na učitelském ústavu i na obchodní akademii. Roku 1925 byl jmenován ředitelem měšťanské školy v Třebechovicích pod Orebem, kde působil do roku 1931.
Jako překladatel z angličtiny se začal uplatňovat od roku 1898. Zcela ojedinělou se stala jeho spolupráce s Gustavem Žďárským na překladu výboru z díla Giuseppa Mazziniho Úvahy vybrané z literárních, politických a náboženských spisů z italštiny. Jeho překlady zahrnují kromě beletrie i práce filozofické a historické. Spolupráci navázal zejména s Ottovým nakladatelstvím v Praze, ve kterém jeho překlady vycházely především  v Anglické knihovně a oživovaly zájem o anglickou kulturu. V básnických překladech se zaměřoval na dodržení vnější formy předlohy, ale mnohdy se nevyvaroval pokusů o neologismy, které se stávaly rušivým elementem jeho převodů.
Pod několika pseudonymy přispíval překlady drobných povídek a novel i odborných prací do časopisů (Ratibor, Nový Paleček, Škola měšťanská aj.). Je také autorem několika učebnic anglického jazyka, anglické gramatiky a čítanky určené pro střední školy a obchodní akademie.

## Výběrová bibliografie

### Překlady
- Henry Parker: Povaha krásných umění. Praha: Josef Pelcl 1898, pod pseudonymem Josef David-Zvičínský.
- Giuseppe Mazzini: Úvahy vybrané z literárních, politických a náboženských spisů Josefa Mazziniho. Praha: Jan Laichter 1900, ve spolupráci s Gustavem Žďarským.
- John Stuart Mill: Tři essaye o náboženství. Praha: Josef Pelcl 1900.
- Elizabeth Wetherell: Široširý svět.Praha: Nakladatelství a tiskárna Josef R. Vilímek 1901, pod pseudonymem Josef David-Zvičínský.
- John Morley: O kompromisu. Praha: Jan Laichter 1902.
- Oliver Goldsmith: Vikář wakefieldský. Praha: Jan Otto 1904.
- Ik Marvel: Mládenecká snění aneb Kniha srdce. Praha: Jan Otto 1905, pod pseudonymem Josef David-Zvičínský.
- William Makepeace Thackeray: Kniha snobů od jednoho z nich. Praha: Jan Otto 1905.
- William Makepeace Thackeray: Výbor kratších prací. Praha: Jan Otto 1906, svazek obsahuje Osudy Samuele Titmarshe a slavného démantu Hoggartovského a Paměti pana Charlese Jamesa Yellowplashe, druhdy lokaje ve mnoha vznešených rodinách.
- Tobias Smollett: Výprava Humfrida Clinkera. Praha: Jan Otto 1909.
- Arthur Thomas Quiller-Couc: Shakespearovy vánoce a jiné povídky. Hradec Králové: Bohdan Melichar 1910.
- František Lützow: Čechy: nástin historický. Hradec Králové: Bohdan Melichar 1911.
- John Milton: Ztracený ráj. Praha: Jan Otto 1911.
- Lafcadio Hearn: Průhledy v neznámý Japan: výbor povídek a úvah. Praha: Jan Otto 1911.
- James Thomson: Roční časové. Praha: Jan Otto 1912.
- Arthur Schnitzler: Mrtví mlčí. In: 1000 nejkrásnějších novel... č. 45; úvod František Sekanina; s, 67–86. Praha: J. R. Vilímek, 1913
- Edwin Arnold: Světlo Asie, čili, Veliké odříkání (Mahábhiniškramana), to jest život a učení Gótamy, prince indického a zakladatele buddhismu. Praha: Jan Otto 1924.
- James Payn: Světlušky. Praha: Jan Otto 1925,
- Thomas Hardy: Tess z d’Urbervillů, Čistá žena. Praha: Aventinum 1927.
- William Butler Yeats: Hraběnka Cathleenová- Praha: Kvasnička a Hampl 1929.
- John Rhode: Odsouzená porota. Praha: Jan Svátek 1930, společně s Jaroslavem Dubnem.
- John Stephen Strange: Výslech třetího stupně. Praha: Toužimský a Moravec 1930.
- John Stephen Strange: Stopa k druhému zločinu. Praha: František Topič 1930.
- Herbert George Wells: Prozatím. Praha: Jan Otto 1930.
- William Makepeace Thackeray: Trh marnosti. Praha: Ladislav Kuncíř 1930.
- Lytton Strachey: Královna Viktorie. Praha: Otakar Štorch-Marien 1931.
- Percy Bysshe Shelley: Alastor, čili Duch samoty, Praha: Novina 1934.
- Hugh Walpole: Inkvizitor. Praha: Nakladatelské družstvo Máje 1936.
- Percy Bysshe Shelley: Odboj islamu, Litomyšl: Josef Portman 1936.
- Percy Bysshe Shelley: Odpoutaný Prometheus. Plzeň: nákladem překladatelovým 1938.

### Vlastní práce
- Učebnice jazyka anglického pro obchodní akademie I. (přípravný stupeň). Hradec Králové: Bohdan Melichar 1912.
- Učebnice jazyka anglického pro obchodní akademie II. (pokračovací stupeň). Hradec Králové: Bohdan Melichar 1915.
- Učebnice jazyka anglického pro obchodní akademie III'. (závěrečný stupeň). Hradec Králové: Bohdan Melichar 1915.
- Učebnice jazyka anglického pro obchodní akademie IV. (příruční mluvnice). Hradec Králové: Bohdan Melichar 1915.
- Anglická obchodní korrespondence v souvislých příkladech. Hradec Králové: Bohdan Melichar 1915.
- Učebnice jazyka anglického pro obchodní akademie III. C. (slovník anglicko-český). Hradec Králové: Bohdan Melichar 1925.